# Mangoudéni
Mangoudéni est une commune rurale située dans le département de Fada N'Gourma de la province du Gourma dans la région de l'Est au Burkina Faso.

## Géographie
Mangoudéni est situé à 22 km au Sud-Est de Fada N'Gourma, chef-lieu du département, de la province et capitale de la région, et à 9 km au Sud-Ouest de Namoungou et de la route nationale 4.

## Santé et éducation
Le centre de soins le plus proche de Mangoudéni est le centre de santé et de promotion sociale (CSPS) de Namoungou.